# Excalibur (muzikál)
Muzikál Excalibur měl premiéru 3. listopadu 2003 na scéně pražského Divadla Ta Fantastika. Jedná se o původní dílo českých autorů, které zhlédlo za více než 6 let uvádění přes 190 000 diváků v téměř pěti stech reprízách. Herecký soubor završil činnost při derniéře 28. listopadu 2010 v pořadí již 498. reprízou. V roce 2011 plánuje Michal Pavlíček vydat DVD se záznamem muzikálu, který vyjde v kompletu s dalším jeho muzikálovým dílem Obraz Doriana Graye.

## Autoři muzikálu
- Hudba: Michal Pavlíček
- Scénář: Karel Steigerwald
- Texty: Vlastimil Třešňák; Jan Sahara Hedl; Karel Steigerwald
- Režie: Vladimír Morávek

## Herecké obsazení
- Artuš: Kamil Střihavka; Jan Toužimský; Petr Kolář
- Ginevra: Iva Marešová; Lucie Bílá; Martina Čechová
- Lancelot: Viktor Dyk; Roman Říčař; Alan Bastien
- Merlin: Martin Pošta; Vladimír Marek; Michael Kocáb
- Morgana: Michaela Zemánková; Lucie Vondráčková; Ivana Jirešová; Lucie Bílá
- Mordred: Vilém Čok; Radim Schwab; Daniel Hůlka
- Vortinger: Václav Noid Bárta; Jan Zadražil; Marcel Jakubovie
- Markéta: Tereza Nekudová; Gabriela Vermelho; Andrea Marečková; Michaela Poláková
- Igrain: Zlata Kinská; Tereza Hálová; Monika Maláčová
- Uther: Tomáš Hajíček; Radim Schwab; Václav Noid Bárta; Michal Pleskot
- Lamorak: Radim Kalivoda; Zdeněk Vencl; Michal Pleskot
- Cornwell: Petr Opava; Hynek Čermák; Jan Gajdoš
- Převorka: Tereza Hálová; Helena Dytrtová; Monika Maláčová; Michaela Poláková
- Jeptišky: Tereza Nekudová; Helena Dytrtová; Tereza Hálová; Dita Žemličková
- Iwain: Václav Procházka; Petr Novotný; Radek Trefný
- Erec: Lukáš Kumpricht; Marcel Jakubovie; Michal Cerman
- Dítě: Helena Němcová; Dominika Spohrová; Michaela Bochňáková; Dominika Řezníčková; Pavla Mistrová

## Příběh
Na začátku nebylo nic. Jen nic a kouzelník Merlin. Excalibur - to je meč, který se objeví, když Země je rozdrobená na malá nejednotná území, které spolu vedou nejkrvelačnější války. Sjednotí všechny rytíře světa a přinese čas hojnosti. Na scéně se ale kromě Merlina objevuje také zlá Morgana, která se snaží překazit Merlinovu ideu o věčném míru. Kouzelník povolává Uthera, aby se ujal mírového poslání a dá mu trůn. Ten však podlehne krásné svůdné Igrain, která je ženou rytíře Cornwella. Uther je za trest zabit a meč je zasazen do skály. Vytáhnout ho může jen ten, kdo chce použít meč pro mír. Igrain počala před smrtí Uthera syna Artuše. Ten je vychováván službách rytíře Vortingera. Jednoho dne se chce Vortinger pokusit vytáhnout meč ze skály, ovšem vytáhne ho Artuš, s domněním, že je to obyčejný meč. A tak se stává králem. Někteří jsou proti tomu, ovšem časem se situace stabilizuje. Artuš potká krásnou Ginevru, do které se zamiluje a vezme si jí za svou ženu. Království se nikdy nemělo lépe. Artuš a Ginevra spolu vládnou rozkvétající zemi, která se dostává z chudoby. Poté přichází do hradu Kamelotu rytíř Lancelot, který tvrdí, že je nejslavnějším rytířem na světě. Po krátké hádce se z nich stali nejlepší přátelé. Artuš zakládá kulatý stůl, u kterého se rytíři radí o politických a hospodářských záležitostech. Lancelot se zamiluje do Ginevry, která ho nejprve odmítá. Lancelot opustí Kamelot a odchází do lesů a skal zpytovat svou duši. Přitom příčinu jeho odchodu nesdělí Artušovi. Merlin se vzdává. Svět dobra nelze stvořit. Na hodovní hostině se provalí, že královna je běhna. Řekne to tu Vortinger. Tentýž večer Morgana změní podobu v Ginnevru a otěhotní v Artušově ložnici. Další ráno vyzývá král, aby některý z rytířů bojoval dobrovolně za čest královny s Vortingerem. Na poslední chvíli přijíždí Lancelot, který ho donutí k omluvě. 

## CDExcalibur
V roce 2003 vyšla také výběrová studiová nahrávka tohoto muzikálu v podobě CD a MC.

### Obsah
1. Hanráhá - rytíři kulatého stolu (Kamil Střihavka, Lucie Bílá, Václav NOID Bárta, Petr Opava, sbor)
2. Chci ji (Tomáš Hájíček, Václav NOID Bárta, sbor)
3. Stůj, nebe hladový (Lucie Bílá, Kamil Střihavka, sbor)
4. Banepane (Kamil Střihvka, Viktor Dyk, sbor)
5. Zrnožrout (Jan Zadražil, Tomáš Hájíček, sbor)
6. Slunce příliš prudce září (Viktor Dyk, Lucie Vondráčková)
7. Mor na ty vaše hrady (Michael Kocáb, sbor)
8. Pravdu říct nemůžem (Viktor Dyk, Lucie Bílá)
9. Však ona Vám to pěkně pomotá (Lucie Vondráčková, sbor)
10. Pápěří (Kamil Střihavka, Lucie Vondráčková, Lucie Bílá, Michael Kocáb)
11. Chci být netopýr (Michael Kocáb, Lucie Vondráčková, Zlata Kinská, sbor)
12. K severům (Viktor Dyk, Lucie Bílá, sbor)
13. Lámu nad láskou hůl (Kamil Střihavka)
14. Páníček zlej (Vilém Čok, Lucie Vondráčková, sbor)
15. Dějiny krásně maršují (Michael Kocáb, Lucie Vondráčková, sbor)
16. Jménem lásky (Lucie Bílá)
17. Věřím v Něho (Michaela Poláková, Tereza Hálová, Helena Dytrtová, Lucie Vondráčková)
18. Opíjí (Kamil Střihavka)
19. Svatý grál (Daniel Hůlka, sbor)
20. Vidím anděly (Marcel Jakubovie, Gabriela Vermeleho)
21. Král slepých rybářů (Kamil Střihavka, Pražský dívčí filharmonický sbor)
22. Co když je ráj v žaludku krokodýla (Michael Kocáb, Zlata Kinská, Pražský dívčí filharmonický sbor)
23. Snímej mě z křídel vran (Lucie Bílá, Kamil Střihavka, sbor)
24. Dál nelze závěť psát (Kamil Střihavka, Viktor Dyk)
25. Nejkrásnější den mého života (Daniel Hůlka, Gabriela Vermeleho, Zlata Kinská, Pražský dívčí filharmonický sbor)
26. Umírá král (Zlata Kinská, sbor Pražský dívčí filharmonický sbor)
27. Jak se stává (Michael Kocáb, Kamil Střihavka, Lucie Bílá, Viktor Dyk, sbor)